# 德州佬希爾
德州佬希爾（英語：Tex Hill，1915年7月13日—2007年10月11日）本名大卫·李·希爾（David Lee Hill）是美国战斗机王牌飞行员。他在擔任飛虎隊的中隊長期間，成功擊落的12又四分之一架敵機；並且在第二次世界大战於美國陸軍航空軍服役時，另外擊落了6架敵機。德州佬希爾最終以美國空軍預備役准將退役。

## 早年經歷
德州佬希爾的父親是長老教會的傳教士。他在1915年生於日治朝鮮全羅南道光州郡（現光州廣域市），並且在美國德州成長。1928年，希爾從德州聖安東尼奧的圣安东尼奧学院畢業；並且於1934年完成查塔努加麥克考利預科學校的學業，希爾隨後進入德州農工大學就讀。2年後，他轉學至奥斯丁大学，並於1938年畢業。在1932年預校期間，希爾創立了該校的Phi Sigma Alpha兄弟會。

## 军事生涯
希爾在1939年成為美国海军飞行员，並作為薩拉托加號航空母艦上的蹂躪者式魚雷轟炸機的飞行员。之後又轉至遊騎兵號航空母艦上的SB2U守護者轟炸機中队。
1941年，他与其他美國海军、美國陸軍航空兵團和美國海軍陸戰隊航空兵的飛行員應徵加入中華民國空軍美籍志願大隊（飞虎队）。他在緬甸完成P-40戰鬥機的培训，然後在第2中队「貓熊中隊」先後擔任戰鬥機飛行員、小隊長、以及指挥官，並且成為陳納德麾下的王牌飛行員。
1942年1月3日，希爾在泰國達府的日軍機場擊落了2架九七式戰鬥機，完成了他第一次擊落敵機的紀錄。 在1月23日，他又擊落了另外2架九七式戰鬥機，並且在隔天於仰光擊落1架戰鬥機與1架轟炸機後成為王牌飛行員。1942年3月，他接替傑克·紐克成為第2中隊的中隊長。同年5月7日，日本陸軍開始在薩爾溫江上建造浮橋，以利將部隊與物資運往中國。當時做為中隊長的希爾帶領4架新的P-40E在一英里深的山谷轟炸與掃射。在接下來的4天裡，飛虎隊持續執行這項任務，並成功阻止了日本部隊越過薩爾溫江。陳納德後來評價這項任務：「飛虎隊阻止了中國在薩爾溫江潰敗。」當飛虎隊在1942年夏天解散時，大衛·希爾已經成功擊落了12又四分之一架敵機。

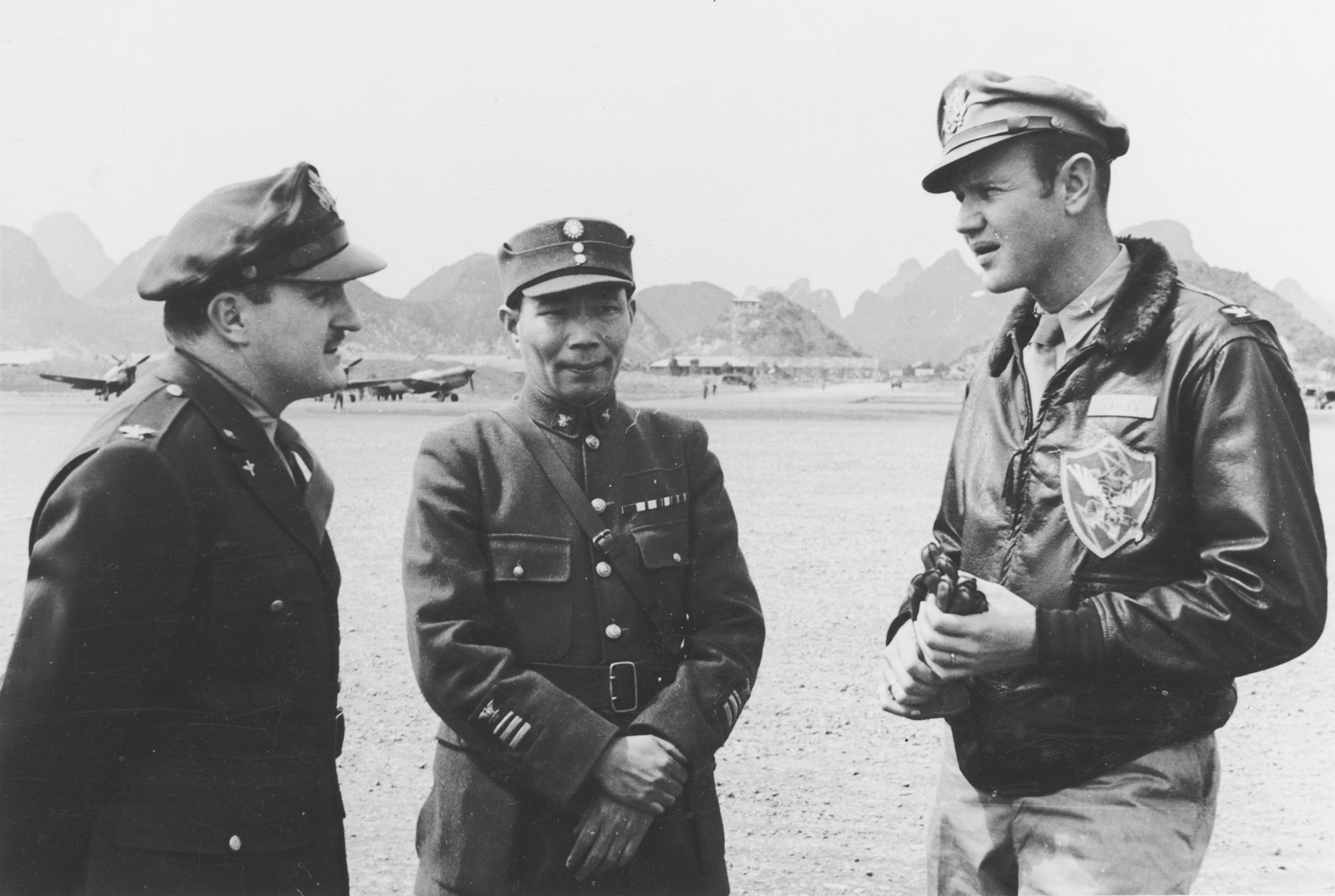
德州佬希爾（圖右）與周至柔將軍（圖中）。1944年於廣西桂林。

飛虎隊解散後，希爾加入美國陸軍航空軍，成為少校飛行員。他是第23戰鬥機大隊中的5名飛虎隊成員之一。在第23戰鬥機大隊期間，他組織了第75鬥機中隊，並且出任第23戰鬥機大隊上校大隊長。在1943年的感恩節時，希爾率領一支由12架B-25轟炸機、10架P-38戰鬥機和8架P-51戰鬥機組成的部隊，從中國江西的遂川機場攻擊臺灣。日本海軍在新竹機場約有100架轟炸機與100架戰鬥機。希爾和部隊抵達時，轟炸機正在降落。日軍試圖讓7架戰機升空攔截，但它們很快就被擊落。在轟炸中，摧毀42架日本飛機；另外可能有12架在空中被擊落。而美軍則沒有人員傷亡。
希爾在1944年末返回美國前，他和他駕駛的P-51戰鬥機又擊落了6架日本飛機。他可能是第一個用P-51戰鬥機擊落零式戰鬥機的飛行員。在第二次世界大戰中，希爾總共擊落了18.25架敵機。0.25的擊落數來自於他和其他3名飛行員共同擊落的九七式戰鬥機。
1944年，希爾回到美國擔任第412戰鬥機大隊（後第412測試聯隊）大隊長。這是美國第一個操作P-59彗星和F-80流星噴射戰鬥機的大隊。之後他於1945年從美國空軍現役部隊退役。戰後的1946年7月，德州州長科克·史蒂文森邀請希爾組織德州空軍國民警衛隊第136戰鬥機大隊。希爾因此成為空軍國民警衛隊歷史上最年輕的准將。 他隨後與德州國民警衛隊一同參與了韓戰。
希爾最終以准將身份從空軍預備隊退役。在他的職業生涯中，獲授美國的傑出服役十字勳章、功績勳章、飛行優異十字勳章、航空獎章、中華民國的雲麾勳章、與英國的飛行優異十字勳章。

## 晚年
1999年，希爾被列入德州休士頓孤星飛行博物館的德州航空名人堂。；2006年，他入選美國國家航空名人堂。2002年，他被授與了美國空軍輔助部隊美國民間航空巡邏隊的終身資格。巡邏隊當中有一個以他命名的中隊——「德州聖馬科斯德州佬希爾綜合中隊」（SWR-TX-435）。這個中隊後來成為全美第三大民用空中巡邏隊中隊；並在2003年當中成為全國獲獎最多的中隊。
2007年10月11日，希爾因為鬱血性心衰竭在德州的特勒爾山去世，享年92歲。超過2000人參加了他的葬禮。希爾最終被安葬在德州休士頓薩姆堡國家公墓。
2007年11月2日，弗雷德里克斯堡的國家太平洋戰爭博物館舉行了「『德州佬』希爾紀念日」；2008年11月2日，在聖安東尼奧拉克蘭空軍基地的飛行展演上進行了一場對希爾紀念飛行。這次飛行的編隊由1架F-22、1架F-15E、1架F-16C與1架希爾在飛虎隊時期曾經飛行過的P-40組成。
2013年6月17日，聖安東尼奧東北獨立學區決議將該區的第14號中學命名為大卫·李·「德州佬」·希爾中學。

## 推荐閱讀
- Ford, Daniel. Flying Tigers: Claire Chennault and the American Volunteer Group. Smithsonian History of Aviation, 1995.
- Greenlaw, Olga. The Lady and the Tigers: Remembering the Flying Tigers of World War II, ed. Daniel Ford. 2002.
- Flying Tigers:  American Volunteer Group （页面存档备份，存于） to see what Gen. David L. "Tex" Hill Sr. thought about Daniel Ford's version.